# Estadio Selman Stërmasi
El Estadio Selman Stërmasi (hasta 1991 llamado Estadio Dinamo) es un estadio multiusos de la ciudad de Tirana, Albania. Fue inaugurado en 1956 y posee una capacidad para 12 500 espectadores (6000 sentados). Es el campo del club KF Tirana, un equipo que juega en la Superliga de Albania, la máxima categoría del fútbol albanés. También es utilizado por el Dinamo Tirana y, hasta 2010, por el Partizani.
Fue construido en 1956 y nombrado Estadio Dinamo hasta 1991 cuando se le dio el nuevo nombre. La Asociación de Fútbol de Albania y KF Tirana decidieron nombrar a título póstumo el estadio en honor a Selman Stërmasi, uno de los mejores jugadores del KF Tirana de todos los tiempos, posteriormente entrenador y presidente del club. 
El estadio ha terminado recientemente una larga fase de reconstrucción, que implicó la renovación total de la cancha principal, mejoramiento de tribunas e instalación de butacas, nuevo tablero electrónico y una sala de conferencias de prensa.

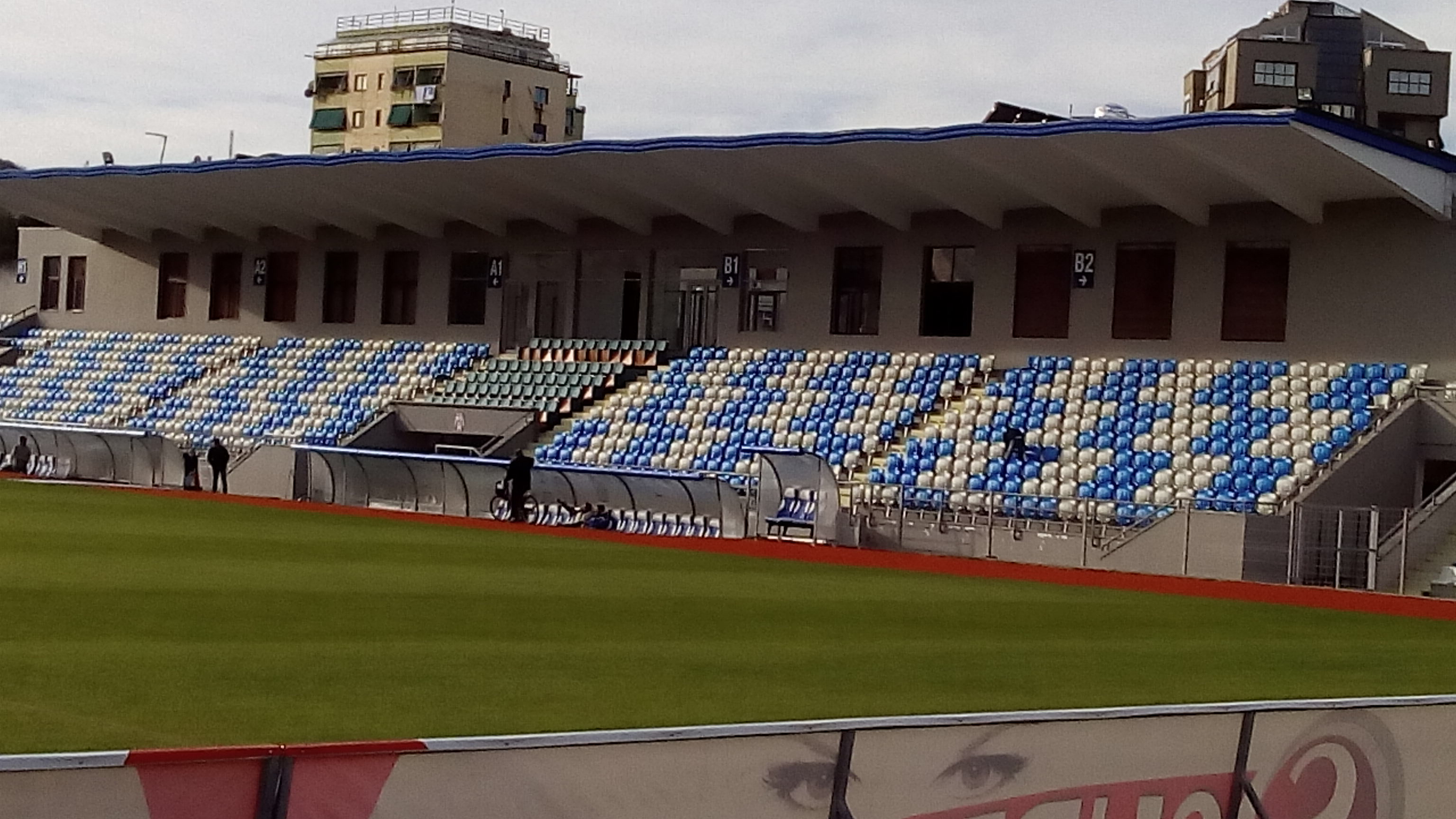
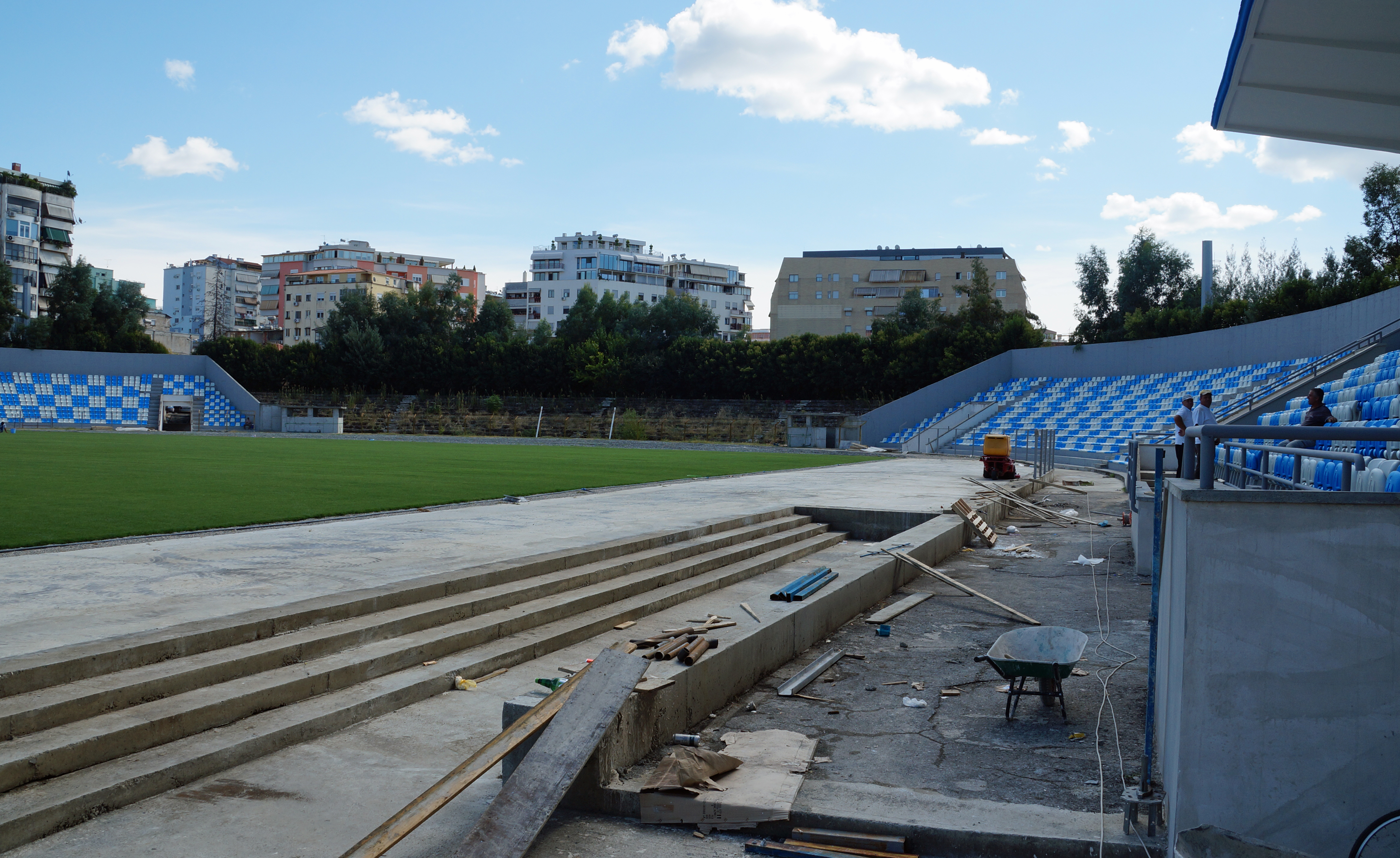
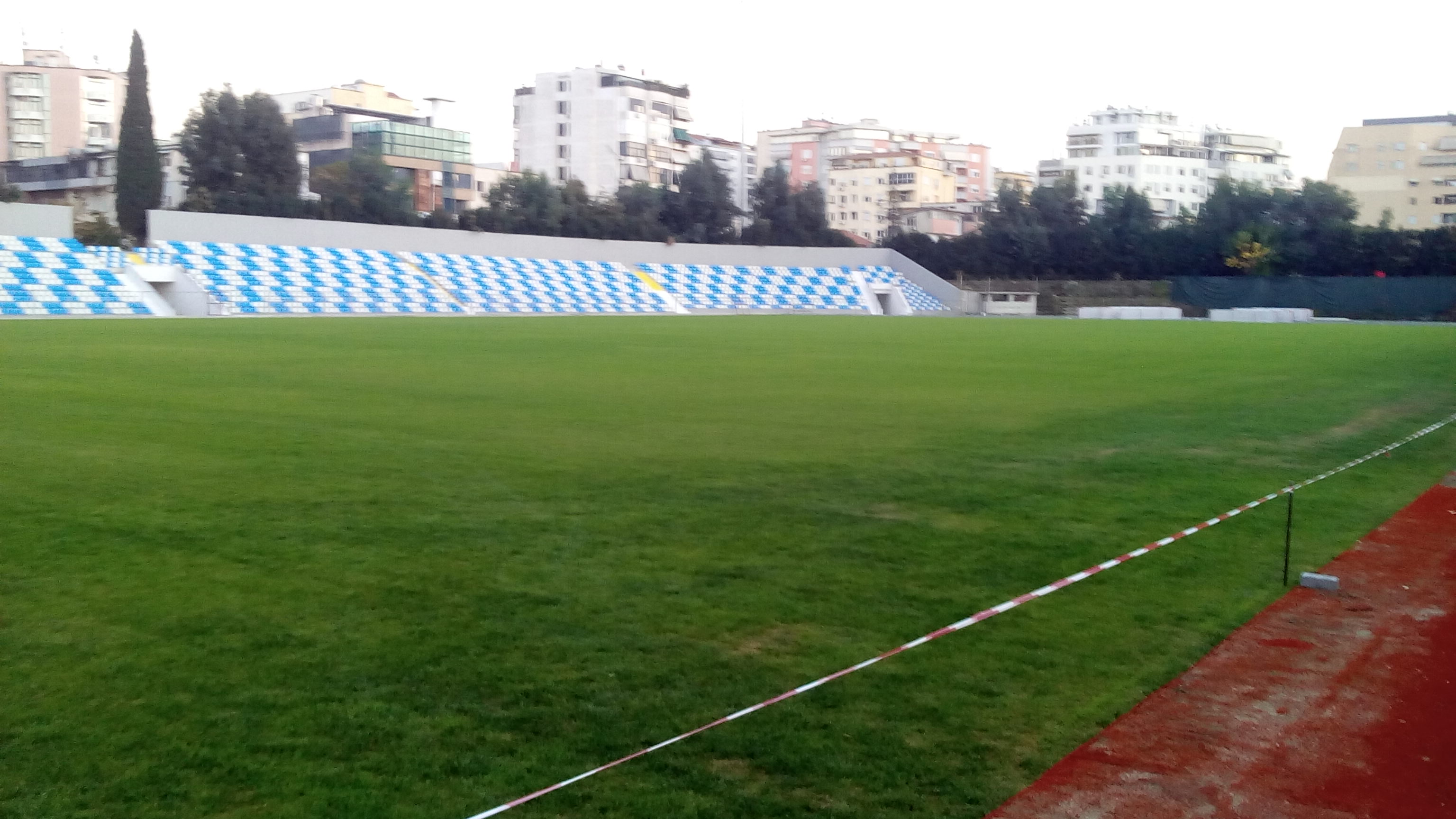